# Kotróni
Kotróni är en ort i Grekland.   Den ligger i prefekturen Trikala och regionen Thessalien, i den centrala delen av landet, 250 km nordväst om huvudstaden Aten. Kotróni ligger 721 meter över havet och antalet invånare är 366.
Terrängen runt Kotróni är bergig åt sydväst, men åt nordost är den kuperad. Terrängen runt Kotróni sluttar österut. Runt Kotróni är det ganska glesbefolkat, med 47 invånare per kvadratkilometer. Närmaste större samhälle är Pýli, 5,0 km öster om Kotróni. Trakten runt Kotróni består till största delen av jordbruksmark.